# Naturschutzgebiet Quaßliner Moor
Koordinaten: 53° 21′ 47,4″ N, 12° 8′ 13″ O

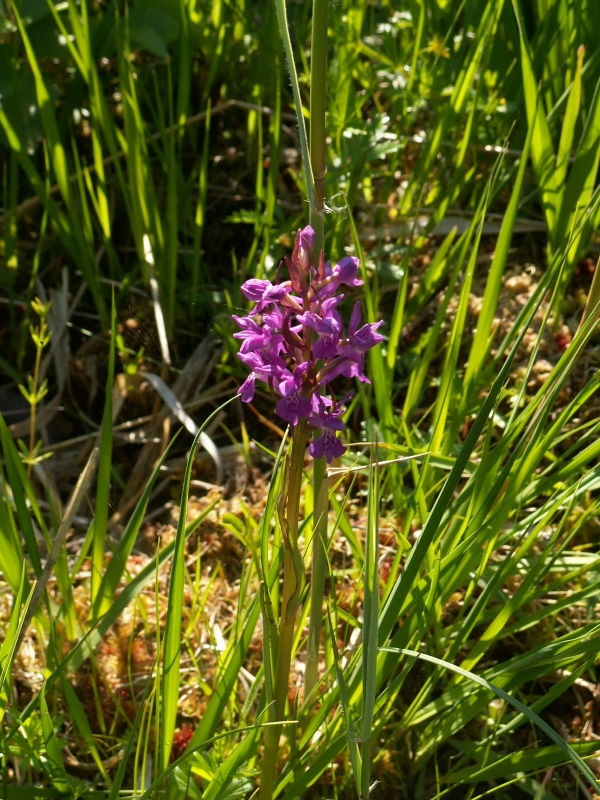
Dactylorhiza majalis brevifolia

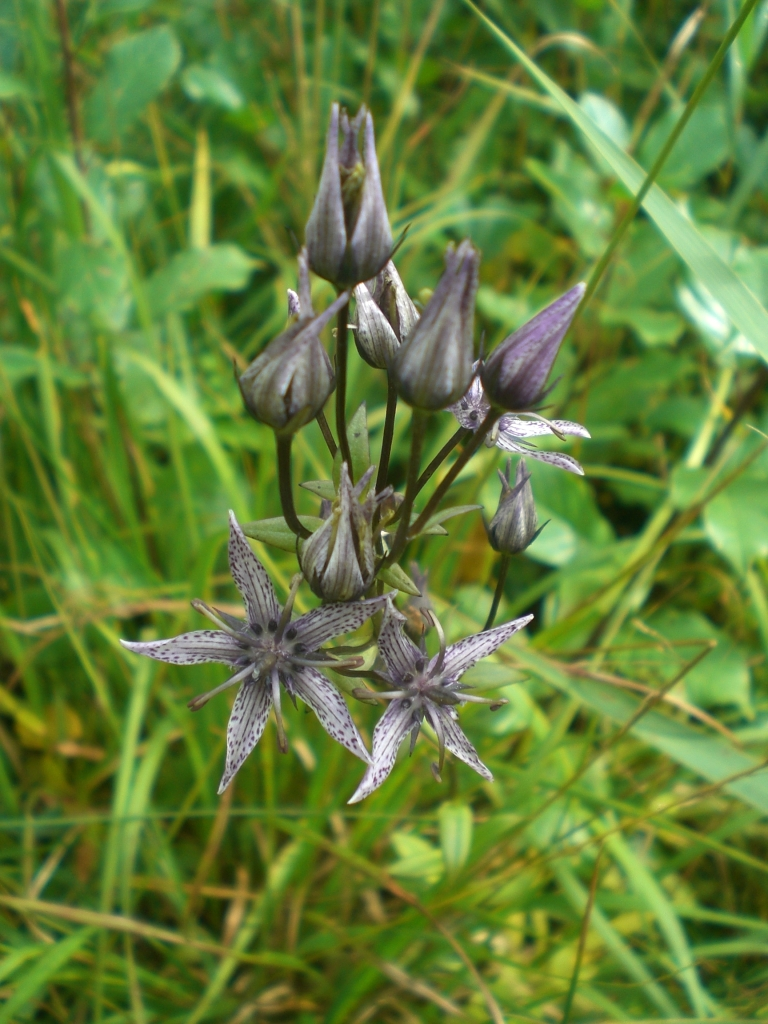
Blütenstand von Swertia perennis

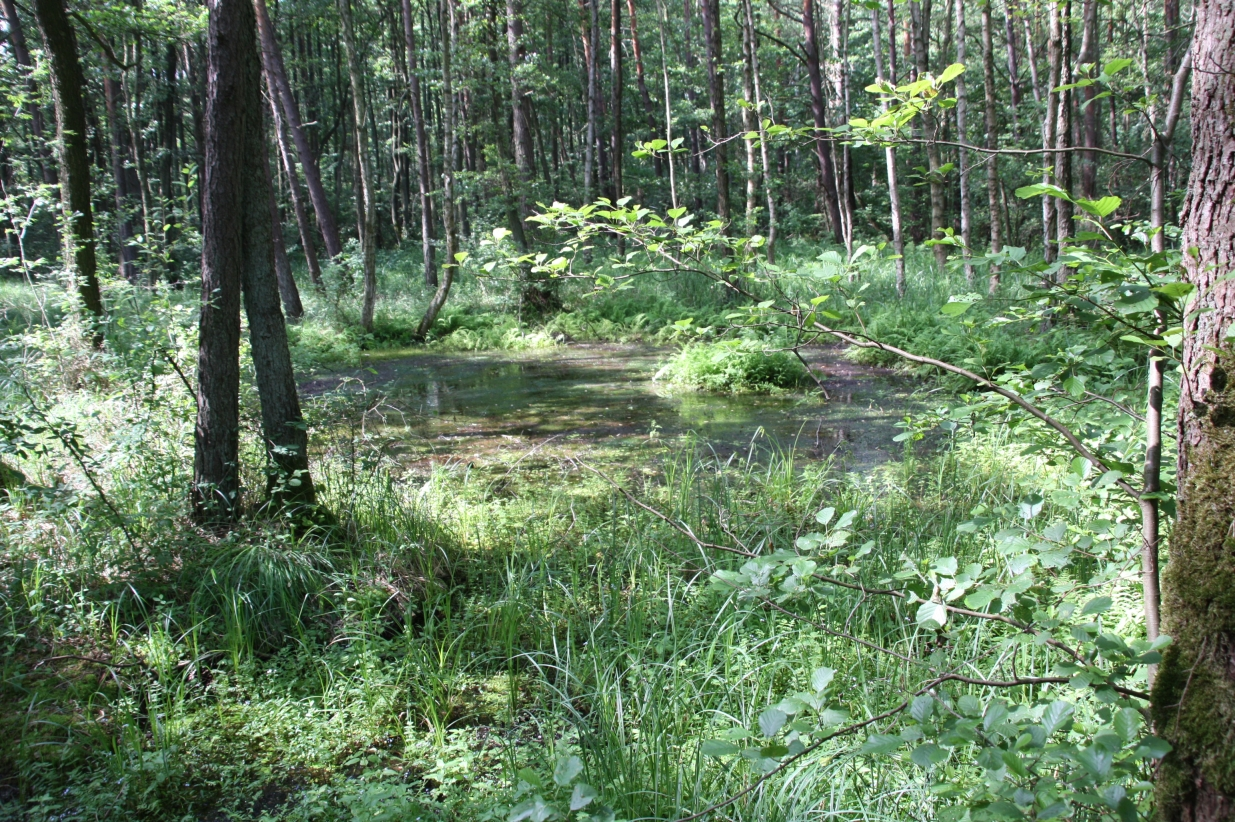
Aufgegebener Torfstich

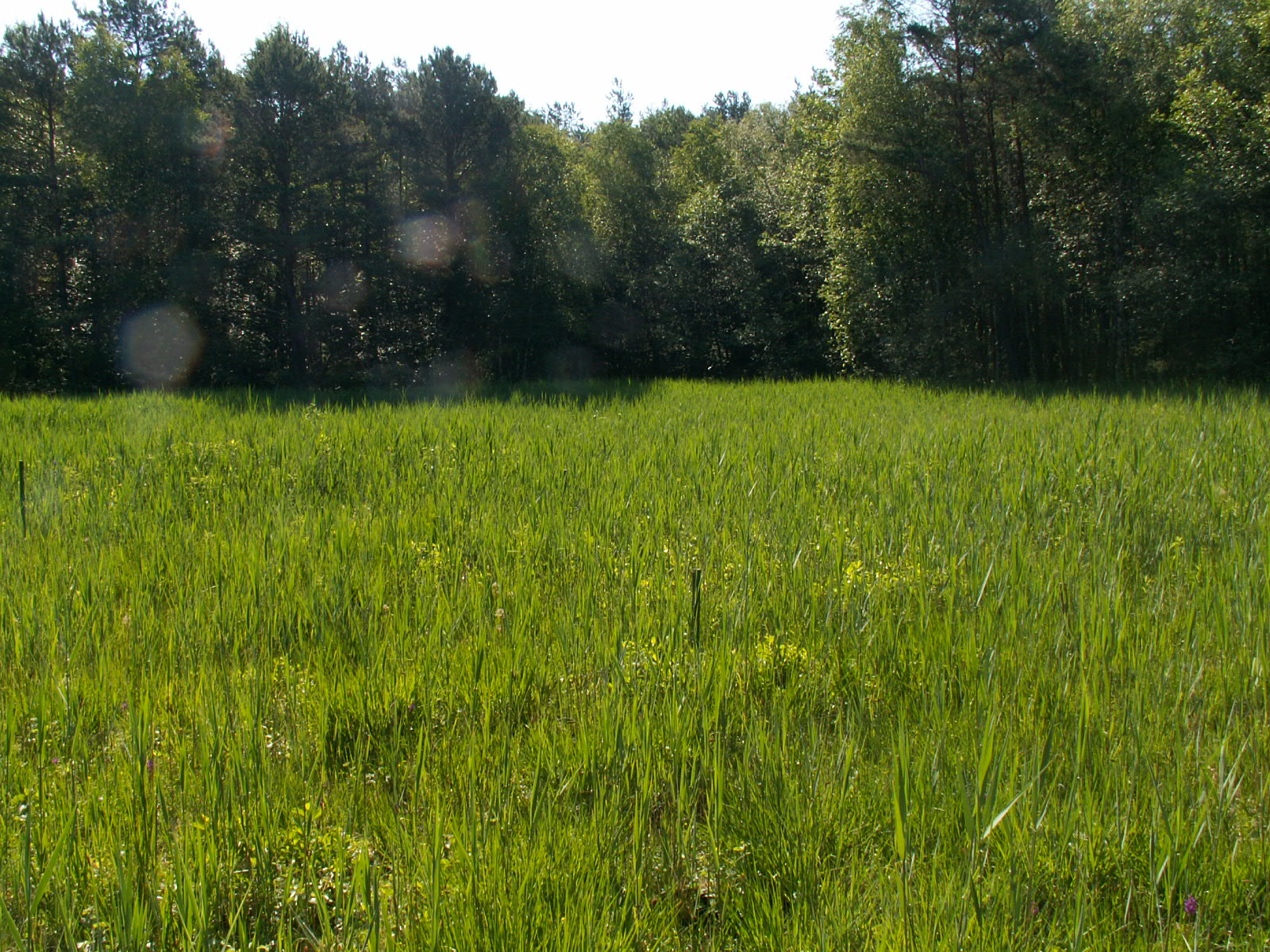
Zentrale Moorwiese

Das Naturschutzgebiet Quaßliner Moor ist ein 61 Hektar umfassendes Naturschutzgebiet in Mecklenburg-Vorpommern und Brandenburg. Es liegt südlich von Lübz zwischen den Ortschaften Klein Dammerow, einem Ortsteil der Gemeinde Ganzlin und Quaßliner Mühle, einem Ortsteil von Gehlsbach. Die Unterschutzstellung des mecklenburgischen Teils erfolgte bereits  am 15. August 1959 mit dem Zweck, einen quelligen Moorkomplex mit einer reichen Muschel- und Schneckenfauna zu schützen und zu entwickeln. Über das im Nordwesten angrenzende Naturschutzgebiet Gehlsbachtal sowie das östlich gelegene Naturschutzgebiet Marienfließ ist das Quaßliner Moor in das Netz Natura2000 eingebunden.
Der aktuelle Gebietszustand wird nur als befriedigend eingeschätzt, da der Wasserhaushalt der Flächen durch umliegende Entwässerungen gestört ist.
Es gibt keine öffentlichen Wege im Gebiet.

## Geschichte der Unterschutzstellung
Die relativ frühe Unterschutzstellung ist dem ersten Naturschutzbeauftragten des Kreises Parchim Walter Dahnke (1890–1972) zu verdanken. Er erkannte bereits damals die große Vielfalt an Arten und Lebensräumen und sorgte für die Ausweisung des Gebietes als Naturschutzgebiet.
Ehrenamtliche Schutzgebietsbetreuer:
- 1959–2006 → Walter Kintzel
- 2006 bis heute → André Steinhäuser

## Geologie und Geschichte
Das Quaßliner Moor liegt eingebettet in einer von Nord nach Süd streichenden Schmelzwasserrinne, die eine eiszeitlich entstandene Sanderlandschaft durchzieht. Zwei Quellbäche führen Grundwasser zu und speisen das heute als Quaßliner Mühlbach oder Seegraben bezeichnete Fließgewässer, welches das Schutzgebiet durchquert und ab dem 14. Jahrhundert für den Betrieb der Quaßliner Mühle angestaut wurde. Im Nordteil des Schutzgebiets entwickelte sich ein Quellmoor mit bis zu zwei Meter mächtigen Torfschichten. Es wurde von den Anstaumaßnahmen nicht beeinträchtigt. Die Wiebekingsche Karte zeigt die Flächen waldfrei und als Grünland bewirtschaftet. Höher gelegene Mineralböden unterlagen der Ackernutzung. Noch im 19. Jahrhundert wurden die Feuchtwiesen zur Gewinnung von Einstreu gemäht. Kleine Handtorfstiche wurden im Moor angelegt.

## Pflanzenwelt
Vor allem die kleinflächigen Torfstiche und Moorwiesen weisen zahlreiche Pflanzenarten auf. Blauer Tarant, Geflecktes und  Breitblättriges Knabenkraut (ssp. brevifolia), Fuchs’sches Knabenkraut (Dactylorhiza fuchsii), Stumpfblütige Binse, Sumpf-Glanzkraut, Sumpf-Herzblatt, Sumpf-Sitter sowie zahlreiche Seggenarten kommen vor. Im Bereich des Durchströmungsmoores finden sich mit zunehmender Entfernung vom Quellstandort Arten, die an Nährstoffarmut angepasst sind, darunter Rundblättriger Sonnentau und Torfmoose. Am Rand der Moorwiesen sind Pfeifengraswiesen zu finden mit Arnika, Nordischem Labkraut, Glockenheide, Kümmel-Silge, Lungen-Enzian und Silau. Eingestreut auf höheren Lagen der Mineralbodeninseln ist der Boden mit Schaf-Schwingelrasen und Gehölzen bedeckt.
Zusätzlich befindet sich im nährstoffärmeren mineralischen Randbereich des Gebietes ein Ackerwildkrautreservat (vgl. Ackerrandstreifen) mit u. a. Kornrade und Gewöhnlicher Kuhschelle. Die Aufnahme des Reservates in das Projekt "100 Äcker für die Vielfalt" ist angedacht.

## Tierwelt
Im Gebiet wurden 48  Muschel- und Schneckenarten sowie 184 Käferarten nachgewiesen. Weiterhin wurden 110 Arten der Schwebfliegen gefunden, darunter der Erstnachweis der Schwebfliege Callicera fagesii. Brutvögel im Gebiet sind unter anderem Bekassine, Braunkehlchen, Eisvogel, Gebirgsstelze, Grünspecht, Habicht, Kranich, Neuntöter, Rotmilan, Turteltaube und Wendehals.